# 프리마 카테고리아 1910-11
프리마 카테고리아 1910-11는 14번째로 열리는 이탈리아 축구 리그의 최상위 대회이며, 본 시즌은 1910년 11월 27일에 시작하여 1911년 6월 11일에 종료했다. 우승구단은 프로 베르첼리이며, 세 번째 우승을 거두었다. 

## 시즌
본 토너먼트 대회는 이탈리아 축구 연맹(FIGC)에서 주최한 열네 번째 이탈리아 축구 리그다.

### 소식

#### 변화
아우소니아 구단이 불참했다.

#### 대회 확장
1910년 연방은 베네토 지방의 세 구단과 볼로냐의 가입 신청을 승인함에 따라, 리그는 영역을 확대하기로 한다. 그러나 경기 장소까지 긴 거리로 인해 보급이나 재정적 문제가 제기됐고, 위 네 구단이 이탈리아 '공업 삼각지대'라고 부르는 토리노, 밀라노, 제노아 소재의 구단과의 친선 경기에서 호되게 패배하면서, 연맹 전반에 네 구단이 과연 일관 적인 경기력을 보여 줄 지에 대한 의문을 가지게 됐고, 결국 연맹은 위 구단들을 별개의 조를 만들어 편성하기로 했고, 이 조에서 최종 선두 구단이 보다 더 중요한 북서부 조의 우승 구단과 결승전에서 맞붙게 하기로 했다. 이는 베네토-에밀리아 대회가 의심할 여지 없이 차등급이며 북서부 구단들에게 실질적인 타이틀 쟁탈전으로 됨에 따라 베네토와 에밀리아 소재의 구단들의 성장을 저해하는 결정이었다. 1910-11 이탈리아 매주 축구 리그를 보도한 라 스템파와 라 스템파 스포르티바는 베네토-에밀리아 대회를 마치 세콘다 카테고리아처럼 대우했고, 이와 반대로 리구리아-롬바르디아-피에몬테 대회를 프리마 카테고리아의 유일한 시합처럼 불렀고, 그 당시의 언론들조차 리구리아-롬바르디아-피에몬테 대회를 "상위 대회"로 간주했다. 1910-1910 리그부터 시행되는 연맹 규정 제 6조에서 첫번째 대회(북서부 이탈리아)를 다른 대회보다 더 중하게 여겼으며, 국내 타이틀을 상징히는 코페 챌린지 컵을 북서부 이탈리아 대회의 우승 구단에게 수여하기로 했다. 하지만 다른 대회의 우승 구단에게도 국내 타이틀을 쟁취할 수 있는 이론적인 가능성을 주기 위해, FIGC는 규정에 만약 첫번째 대회(메이저 대회)의 우승 구단도 참여를 하는 각 대회 우승 구단 간의 결정전이 열린다면, 이탈리아 챔피언 타이틀이 첫 번째 대회 우승 구단에서 대회 우승 구단 간 결정전의 우승 구단에게 돌아갈 수 있다는 조항을 추가했다(실상은 실력 차로 항상 첫 번째 대회의 우승 구단이 승리를 거뒀다.). 두 번째 대회(북동부 이탈리아)가 프리마 카테고리아에 도입됨에 따라, 북서부 대회에서 우승을 거두며 얻은 국내 타이틀을 얻은 첫 번째 대회(북서부 이탈리아)의 우승 구단은 북동부 챔피언과 겨뤄 그들이 얻은 국내 타이틀을 방어해야 했다.
이러한 FIGC의 의지에도 불구하고, 이번 시즌 공업 삼각지대(북서부 이탈리아) 대회는 온전치 못했다. 새 후원자를 찾은 피에몬테 구단은 지난 시즌 안좋은 성적을 거둔 아우소니아의 자리를 대신하여 지난 해에 못한 승격의 꿈을 이뤘다. 카살레 구단이 참가 신청을 올렸으나 FIGC가 대회참가 구단 수를 10개를 넘기지 않기위해 카살레 구단이 기술적으로 준비되지 못함을 근거로 참가신청을 거절했다. 하지만 그 이후에 세콘다 카테고리아 이탈리아 챔피언인 리베르타스 구단이 참가 철회를 하며 공석이 채워지지 못한채로 리그가 진행됐다. 엎친데 덮진 격으로 이번 시즌도 1911년 강설로 한 라운드가 통째로 연기되는 일이 있었고 이는 시즌말까지 인기를 끌고가는데 큰 영향을 줬다. 몇몇 경기들은 몰수로 처리됐었고, 잉글랜드 국적의 해롤드 스위프트같이 일부의 선수들의 비합법적인 선수 등록이 원인이었다. 당시의 규정에 따르면 몰수 경기는 2-0으로 처리하는게 원칙이었고(8조), 비합법적인 신분의 선수를 기용한 경우에는 1-0으로 처리한다(11조).

### 구성
지역으로 나눠진 두개의 대회 후, 결승전으로 진행된다.

### 대회
지난 시즌의 논란에 휩싸인 결과에 시달린 프로 베르첼리 더욱 자신을 채찍질 했고, 다시 우승을 거둘 수 있었다. 인테르나치오날레는 힘빠진 모습을 보여줬고 매우 실망스런 결과를 남겼다. 프로 베르첼리에 비견할만한 상대는 벨기에 국적의 공격수 루이 판 헤허의 득점이 이끄는 밀란뿐이었다. 하지만 밀라네세와 안드레아 도리아와 붙은 홈경기 패배에 발목을 잡히면서 프로 베르첼리를 더 이상 위협하지 못했고, 프로 베르첼리는 동부 대회의 대표인 L.R. 비첸차를 큰 어려움 없이 이겼다. 당시 언론은 비첸차와 두번의 결정전이 열리기 전 임에도 불구하고 이미 프로 베르첼리를 챔피언으로 불렀다.

## 북서부 대회
이탈리아어로는 "캄피오나토 노르도치텐탈레"이다.

### 참가 구단
| 구단             | 도시     | 홈 경기장                                   | 지난 시즌                                                                                       |
| ---------------- | -------- | ------------------------------------------- | ----------------------------------------------------------------------------------------------- |
| 안드레아 도리아  | 제노바   | 캄포 스포르티보 델라 카옌나                 | - 캄피오나토 페데랄레 디 프리마 카테고리아 8위 - 캄피오나토 이탈리아노 디 프리마 카테고리아 3위 |
| 제노아           | 제노바   | 캄포 스포르티보 디 산 고타르도              | 캄피오나토 페데랄레 디 프리마 카테고리아 4위                                                    |
| 인테르나치오날레 | 밀라노   | 캄포 디 리파 티치네세                       | 캄피오나토 페데랄레 디 프리마 카테고리아 1위                                                    |
| 유벤투스         | 토리노   | 스타디오 디 코르소 세바스토폴리             | 캄피오나토 페데랄레 디 프리마 카테고리아 3위                                                    |
| 밀란             | 밀라노   | 캄포 밀란 디 포르타 몬포르테, 아레나 치비카 | 캄피오나토 페데랄레 디 프리마 카테고리아 6위                                                    |
| 피에몬테         | 토리노   |                                             | 세콘다 카테고리아 피에몬테 조 2위                                                               |
| 프로 베르첼리    | 베르첼리 | 캄포 피아찰레 콘테 디 토리노                | - 캄피오나토 페데랄레 디 프리마 카테고리아 2위 - 캄피오나토 이탈리아노 디 프리마 카테고리아 1위 |
| 토리노           | 토리노   | 캄포 디 피아차 다르미                       | 캄피오나토 페데랄레 디 프리마 카테고리아 4위                                                    |
| US 밀라네세      | 밀라노   | 캄포 디 비아 스텔비오                       | - 캄피오나토 페데랄레 디 프리마 카테고리아 6위 - 캄피오나토 이탈리아노 디 프리마 카테고리아 2위 |

### 최종 순위
| 순위 | 팀                | 경기 | 승 | 무 | 패 | 득 | 실 | 차  | 승점 |
| ---- | ----------------- | ---- | -- | -- | -- | -- | -- | --- | ---- |
| 1    | 프로 베르첼리 (C) | 16   | 12 | 3  | 1  | 44 | 8  | +36 | 27   |
| 2    | 밀란              | 16   | 10 | 2  | 4  | 44 | 9  | +35 | 22   |
| 3    | 토리노            | 16   | 9  | 0  | 7  | 33 | 27 | +6  | 18   |
| 4    | 안드레아 도리아   | 16   | 8  | 0  | 8  | 28 | 30 | -2  | 16   |
| 5    | 제노아            | 16   | 7  | 0  | 9  | 22 | 27 | -5  | 14   |
| 6    | 인테르나치오날레  | 16   | 6  | 1  | 9  | 24 | 31 | -7  | 13   |
| 7    | 피에몬테          | 16   | 4  | 4  | 8  | 21 | 35 | -14 | 12   |
| 8    | US 밀라네세       | 16   | 6  | 0  | 10 | 19 | 45 | -26 | 12   |
| 9    | 유벤투스          | 16   | 3  | 4  | 9  | 16 | 29 | -13 | 10   |

| - 범례 : 캄피오네 디탈리아 (이탈리아 챔피언) | - 참고 : 승리 시 2점, 무승부 1점, 패배 시 0점 동일 승점은 동일 순위 |

#### 우승 주역
| 포메이션 (2-3-5)                                                                            | 선수 (포지션)     |
| ------------------------------------------------------------------------------------------- | ----------------- |
| 인노첸티 비나스키 보솔라 I 발레 아라 밀라노 I 레오네 I 밀라노 II 페라로 I 람피니 I 코르나 I | 조반니 인노첸티   |
| 인노첸티 비나스키 보솔라 I 발레 아라 밀라노 I 레오네 I 밀라노 II 페라로 I 람피니 I 코르나 I | 안젤로 비나스키   |
| 인노첸티 비나스키 보솔라 I 발레 아라 밀라노 I 레오네 I 밀라노 II 페라로 I 람피니 I 코르나 I | 보솔라 I          |
| 인노첸티 비나스키 보솔라 I 발레 아라 밀라노 I 레오네 I 밀라노 II 페라로 I 람피니 I 코르나 I | 모데스토 발레     |
| 인노첸티 비나스키 보솔라 I 발레 아라 밀라노 I 레오네 I 밀라노 II 페라로 I 람피니 I 코르나 I | 구이도 아라       |
| 인노첸티 비나스키 보솔라 I 발레 아라 밀라노 I 레오네 I 밀라노 II 페라로 I 람피니 I 코르나 I | 주세페 밀라노 I   |
| 인노첸티 비나스키 보솔라 I 발레 아라 밀라노 I 레오네 I 밀라노 II 페라로 I 람피니 I 코르나 I | 피에트로 레오네 I |
| 인노첸티 비나스키 보솔라 I 발레 아라 밀라노 I 레오네 I 밀라노 II 페라로 I 람피니 I 코르나 I | 펠리체 밀라노 II  |
| 인노첸티 비나스키 보솔라 I 발레 아라 밀라노 I 레오네 I 밀라노 II 페라로 I 람피니 I 코르나 I | 피에트로 페라로 I |
| 인노첸티 비나스키 보솔라 I 발레 아라 밀라노 I 레오네 I 밀라노 II 페라로 I 람피니 I 코르나 I | 카를로 람피니 I   |
| 인노첸티 비나스키 보솔라 I 발레 아라 밀라노 I 레오네 I 밀라노 II 페라로 I 람피니 I 코르나 I | 카를로 코르나 I   |

### 경기 결과

#### 클럽 간 결과
| 원정홈           | USM | MIL | ADO | JUV | INT | GEN | TOR | PVE | PIE |
| US 밀라네세      |     | 3–6 | 0–3 | 4–1 | 0–4 | 1–0 | 1–0 | 0–5 | 3–2 |
| 밀란             | 0–2 |     | 0–1 | 3–0 | 6–3 | 2–0 | 5–2 | 0–0 | 7–1 |
| 안드레아 도리아  | 3–0 | 1–7 |     | 0–2 | 3–0 | 2–3 | 3–2 | 0–2 | 3–1 |
| 유벤투스         | 0–1 | 0–2 | 4–2 |     | 0–2 | 4–0 | 1–3 | 0–4 | 1–1 |
| 인테르나치오날레 | 5–1 | 0–2 | 1–2 | 1–1 |     | 0–3 | 0–1 | 0–3 | 4–2 |
| 제노아           | 3–1 | 0–3 | 1–2 | 3–0 | 1–0 |     | 1–2 | 0–1 | 0–1 |
| 토리노           | 5–0 | 5–1 | 2–1 | 2–1 | 0–1 | 1–5 |     | 2–0 | 4–2 |
| 프로 베르첼리    | 7–2 | 1–0 | 3–1 | 0–0 | 4–0 | 6–0 | 3–1 |     | 3–0 |
| 피에몬테         | 1–0 | 0–0 | 2–1 | 1–1 | 2–3 | 1–2 | 2–1 | 2–2 |     |

출처: Lega Serie A
색상: 파랑 = 홈팀 승; 노랑 = 무승부; 빨강 = 원정 팀 승.
아직 치러지지 않은 경기 중 a표시는 그에 대한 문서가 있다는 것을 표시함.

#### 일정
| 홈 (1라운드) | 홈 (1라운드)        | 대진 1                 | 원정 (10라운드) | 원정 (10라운드) |
|              |                     |                        |                 |                 |
| 11월 27일    | 0-3                 | 제노아-밀란            | 0-2             | 2월 12일        |
| 11월 27일    | 5-1                 | 인테르-US 밀라네세     | 4-0             | 6월 18일        |
| 11월 27일    | 1-1                 | 유벤투스-피에몬테      | 1-1             | 2월 12일        |
| 11월 27일    | 2-1                 | 토리노-안드레아 도리아 | 2-3             | 4월 17일        |
| 11월 27일    | 휴식: 프로 베르첼리 |                        |                 |                 |

| 홈 (2라운드) | 홈 (2라운드) | 대진 2                   | 원정 (11라운드) | 원정 (11라운드) |
|              |              |                          |                 |                 |
| 12월 4일     | 0-2          | 안드레아 도리아-유벤투스 | 2-4             | 5월 21일        |
| 12월 4일     | 0-0          | 밀란-프로 베르첼리       | 0-1             | 2월 19일        |
| 12월 4일     | 2-3          | 피에몬테-인테르          | 2-4             | 2월 19일        |
| 12월 4일     | 1-0          | US 밀라네세-제노아       | 1-3             | 2월 19일        |
| 12월 4일     | 휴식: 토리노 |                          |                 | 2월 19일        |

| 홈 (1라운드) | 홈 (1라운드)        | 대진 1                 | 원정 (10라운드) | 원정 (10라운드) |
|              |                     |                        |                 |                 |
| 11월 27일    | 0-3                 | 제노아-밀란            | 0-2             | 2월 12일        |
| 11월 27일    | 5-1                 | 인테르-US 밀라네세     | 4-0             | 6월 18일        |
| 11월 27일    | 1-1                 | 유벤투스-피에몬테      | 1-1             | 2월 12일        |
| 11월 27일    | 2-1                 | 토리노-안드레아 도리아 | 2-3             | 4월 17일        |
| 11월 27일    | 휴식: 프로 베르첼리 |                        |                 |                 |

| 홈 (2라운드) | 홈 (2라운드) | 대진 2                   | 원정 (11라운드) | 원정 (11라운드) |
|              |              |                          |                 |                 |
| 12월 4일     | 0-2          | 안드레아 도리아-유벤투스 | 2-4             | 5월 21일        |
| 12월 4일     | 0-0          | 밀란-프로 베르첼리       | 0-1             | 2월 19일        |
| 12월 4일     | 2-3          | 피에몬테-인테르          | 2-4             | 2월 19일        |
| 12월 4일     | 1-0          | US 밀라네세-제노아       | 1-3             | 2월 19일        |
| 12월 4일     | 휴식: 토리노 |                          |                 | 2월 19일        |

| 홈 (3라운드) | 홈 (3라운드) | 대진 3                    | 원정 (12라운드) | 원정 (12라운드) |
|              |              |                           |                 |                 |
| 5월 14일     | 1-2          | 인테르-안드레아 도리아    | 0-3             | 2월 26일        |
| 4월 10일     | 1-3          | 유벤투스-토리노           | 1-2             | 2월 26일        |
| 5월 14일     | 0-1          | 제노아-피에몬테           | 2-1             | 2월 26일        |
| 5월 14일     | 7-2          | 프로 베르첼리-US 밀라네세 | 5-0             | 2월 26일        |
| 5월 14일     | 휴식: 밀란   |                           |                 | 2월 26일        |

| 홈 (4라운드) | 홈 (4라운드)   | 대진 4                 | 원정 (13라운드) | 원정 (13라운드) |
|              |                |                        |                 |                 |
| 12월 18일    | 3-6            | US 밀라네세-밀란       | 2-0             | 3월 5일         |
| 12월 18일    | 0-1            | 토리노-인테르          | 1-0             | 3월 5일         |
| 12월 18일    | 2-3            | 안드레아 도리아-제노아 | 2-1             | 3월 5일         |
| 12월 18일    | 2-2            | 피에몬테-프로 베르첼리 | 0-3             | 3월 5일         |
| 12월 18일    | 휴식: 유벤투스 |                        |                 | 3월 5일         |

| 홈 (3라운드) | 홈 (3라운드) | 대진 3                    | 원정 (12라운드) | 원정 (12라운드) |
|              |              |                           |                 |                 |
| 5월 14일     | 1-2          | 인테르-안드레아 도리아    | 0-3             | 2월 26일        |
| 4월 10일     | 1-3          | 유벤투스-토리노           | 1-2             | 2월 26일        |
| 5월 14일     | 0-1          | 제노아-피에몬테           | 2-1             | 2월 26일        |
| 5월 14일     | 7-2          | 프로 베르첼리-US 밀라네세 | 5-0             | 2월 26일        |
| 5월 14일     | 휴식: 밀란   |                           |                 | 2월 26일        |

| 홈 (4라운드) | 홈 (4라운드)   | 대진 4                 | 원정 (13라운드) | 원정 (13라운드) |
|              |                |                        |                 |                 |
| 12월 18일    | 3-6            | US 밀라네세-밀란       | 2-0             | 3월 5일         |
| 12월 18일    | 0-1            | 토리노-인테르          | 1-0             | 3월 5일         |
| 12월 18일    | 2-3            | 안드레아 도리아-제노아 | 2-1             | 3월 5일         |
| 12월 18일    | 2-2            | 피에몬테-프로 베르첼리 | 0-3             | 3월 5일         |
| 12월 18일    | 휴식: 유벤투스 |                        |                 | 3월 5일         |

| 홈 (5라운드) | 홈 (5라운드)      | 대진 5                        | 원정 (14라운드) | 원정 (14라운드) |
|              |                   |                               |                 |                 |
| 5월 21일     | 1-2               | 제노아-토리노                 | 5-1             | 3월 12일        |
| 5월 28일     | 0-2               | 유벤투스-인테르               | 1-1             | 3월 12일        |
| 5월 28일     | 7-1               | 밀란-피에몬테                 | 0-0             | 3월 12일        |
| 5월 28일     | 3-1               | 프로 베르첼리-안드레아 도리아 | 2-0             | 3월 12일        |
| 5월 28일     | 휴식: US 밀라네세 |                               |                 | 3월 12일        |

| 홈 (6라운드) | 홈 (6라운드) | 대진 6               | 원정 (15라운드) | 원정 (15라운드) |
|              |              |                      |                 |                 |
| 6월 4일      | 1-7          | 안드레아 도리아-밀란 | 1-0             | 3월 19일        |
| 4월 17일     | 4-0          | 유벤투스-제노아      | 0-3             | 3월 19일        |
| 6월 4일      | 2-0          | 토리노-프로 베르첼리 | 1-3             | 3월 19일        |
| 6월 4일      | 1-0          | 피에몬테-US 밀라네세 | 2-3             | 3월 19일        |
| 6월 4일      | 휴식: 인테르 |                      |                 | 3월 19일        |

| 홈 (5라운드) | 홈 (5라운드)      | 대진 5                        | 원정 (14라운드) | 원정 (14라운드) |
|              |                   |                               |                 |                 |
| 5월 21일     | 1-2               | 제노아-토리노                 | 5-1             | 3월 12일        |
| 5월 28일     | 0-2               | 유벤투스-인테르               | 1-1             | 3월 12일        |
| 5월 28일     | 7-1               | 밀란-피에몬테                 | 0-0             | 3월 12일        |
| 5월 28일     | 3-1               | 프로 베르첼리-안드레아 도리아 | 2-0             | 3월 12일        |
| 5월 28일     | 휴식: US 밀라네세 |                               |                 | 3월 12일        |

| 홈 (6라운드) | 홈 (6라운드) | 대진 6               | 원정 (15라운드) | 원정 (15라운드) |
|              |              |                      |                 |                 |
| 6월 4일      | 1-7          | 안드레아 도리아-밀란 | 1-0             | 3월 19일        |
| 4월 17일     | 4-0          | 유벤투스-제노아      | 0-3             | 3월 19일        |
| 6월 4일      | 2-0          | 토리노-프로 베르첼리 | 1-3             | 3월 19일        |
| 6월 4일      | 1-0          | 피에몬테-US 밀라네세 | 2-3             | 3월 19일        |
| 6월 4일      | 휴식: 인테르 |                      |                 | 3월 19일        |

| 홈 (7라운드) | 홈 (7라운드)   | 대진 7                      | 원정 (16라운드) | 원정 (16라운드) |
|              |                |                             |                 |                 |
| 1월 22일     | 1-0            | 제노아-인테르               | 3-0             | 3월 26일        |
| 1월 22일     | 0-4            | 유벤투스-프로 베르첼리      | 0-0             | 3월 26일        |
| 14일 5월     | 5-2            | 밀란-토리노                 | 1-5             | 3월 26일        |
| 1월 22일     | 0-3            | US 밀라네세-안드레아 도리아 | 0-3             | 3월 26일        |
| 1월 22일     | 휴식: 피에몬테 |                             |                 | 3월 26일        |

| 홈 (8라운드) | 홈 (8라운드) | 대진 8                   | 원정 (17라운드) | 원정 (17라운드) |
|              |              |                          |                 |                 |
| 1월 29일     | 0-3          | 인테르-프로 베르첼리     | 0-4             | 4월 23일        |
| 1월 29일     | 0-2          | 유벤투스-밀란            | 0-3             | 4월 23일        |
| 5월 28일     | 5-0          | 토리노-US 밀라네세       | 0-1             | 4월 23일        |
| 29일 1월     | 3-1          | 안드레아 도리아-피에몬테 | 1-2             | 4월 23일        |
| 29일 1월     | 휴식: 제노아 |                          |                 | 4월 23일        |

| 홈 (7라운드) | 홈 (7라운드)   | 대진 7                      | 원정 (16라운드) | 원정 (16라운드) |
|              |                |                             |                 |                 |
| 1월 22일     | 1-0            | 제노아-인테르               | 3-0             | 3월 26일        |
| 1월 22일     | 0-4            | 유벤투스-프로 베르첼리      | 0-0             | 3월 26일        |
| 14일 5월     | 5-2            | 밀란-토리노                 | 1-5             | 3월 26일        |
| 1월 22일     | 0-3            | US 밀라네세-안드레아 도리아 | 0-3             | 3월 26일        |
| 1월 22일     | 휴식: 피에몬테 |                             |                 | 3월 26일        |

| 홈 (8라운드) | 홈 (8라운드) | 대진 8                   | 원정 (17라운드) | 원정 (17라운드) |
|              |              |                          |                 |                 |
| 1월 29일     | 0-3          | 인테르-프로 베르첼리     | 0-4             | 4월 23일        |
| 1월 29일     | 0-2          | 유벤투스-밀란            | 0-3             | 4월 23일        |
| 5월 28일     | 5-0          | 토리노-US 밀라네세       | 0-1             | 4월 23일        |
| 29일 1월     | 3-1          | 안드레아 도리아-피에몬테 | 1-2             | 4월 23일        |
| 29일 1월     | 휴식: 제노아 |                          |                 | 4월 23일        |

| \| 홈 (9라운드) \| 홈 (9라운드) \| 대진 9 \| 원정 (18라운드) \| 원정 (18라운드) \| \| \| \| \| \| \| \| 2월 5일 \| 0-2 \| 인테르-밀란 \| 3-6 \| 4월 30일 \| \| 2월 5일 \| 0-1 \| 유벤투스-US 밀라네세 \| 1-4 \| 4월 30일 \| \| 11일 6월 \| 2-1 \| 피에몬테-토리노 \| 2-4 \| 4월 30일 \| \| 2월 5일 \| 0-1 \| 제노아-프로 베르첼리 \| 0-6 \| 4월 30일 \| \| 2월 5일 \| 휴식: 안드레아 도리아 \| \| \| 4월 30일 \| |                       |                      |                 |                 |
| 홈 (9라운드) | 홈 (9라운드)          | 대진 9               | 원정 (18라운드) | 원정 (18라운드) |
| |                       |                      |                 |                 |
| 2월 5일 | 0-2                   | 인테르-밀란          | 3-6             | 4월 30일        |
| 2월 5일 | 0-1                   | 유벤투스-US 밀라네세 | 1-4             | 4월 30일        |
| 11일 6월 | 2-1                   | 피에몬테-토리노      | 2-4             | 4월 30일        |
| 2월 5일 | 0-1                   | 제노아-프로 베르첼리 | 0-6             | 4월 30일        |
| 2월 5일 | 휴식: 안드레아 도리아 |                      |                 | 4월 30일        |

| 홈 (9라운드) | 홈 (9라운드)          | 대진 9               | 원정 (18라운드) | 원정 (18라운드) |
|              |                       |                      |                 |                 |
| 2월 5일      | 0-2                   | 인테르-밀란          | 3-6             | 4월 30일        |
| 2월 5일      | 0-1                   | 유벤투스-US 밀라네세 | 1-4             | 4월 30일        |
| 11일 6월     | 2-1                   | 피에몬테-토리노      | 2-4             | 4월 30일        |
| 2월 5일      | 0-1                   | 제노아-프로 베르첼리 | 0-6             | 4월 30일        |
| 2월 5일      | 휴식: 안드레아 도리아 |                      |                 | 4월 30일        |

### 기록

#### 구단 기록

##### 선두 변화
- 2라운드부터 4라운드까지: 인테르나치오날레
- 5라운드부터 8라운드까지: 밀란
- 9라운드부터 18라운드까지: 프로 베르첼리

|    | ——     | ——     | ——     | ——   | ——   | ——   | ——   | ——            | ——            | ——            | ——            | ——            | ——            | ——            | ——            | ——            | ——            | —— |  |
|    | 인테르 | 인테르 | 인테르 | 밀란 | 밀란 | 밀란 | 밀란 | 프로 베르첼리 | 프로 베르첼리 | 프로 베르첼리 | 프로 베르첼리 | 프로 베르첼리 | 프로 베르첼리 | 프로 베르첼리 | 프로 베르첼리 | 프로 베르첼리 | 프로 베르첼리 |    |  |
|    |        |        |        |      |      |      |      |               |               |               |               |               |               |               |               |               |               |    |  |
|    |        |        |        |      |      |      |      |               |               |               |               |               |               |               |               |               |               |    |  |
| 1ª | 2ª     | 3ª     | 4ª     | 5ª   | 6ª   | 7ª   | 8ª   | 9ª            | 10ª           | 11ª           | 12ª           | 13ª           | 14ª           | 15ª           | 16ª           | 17ª           | 18ª           |    |  |

##### 시간 순 승점
|                 | 1 | 2 | 3 | 4 | 5 | 6 | 7  | 8  | 9  | 10 | 11 | 12 | 13 | 14 | 15 | 16 | 17 | 18 |
| --------------- | - | - | - | - | - | - | -- | -- | -- | -- | -- | -- | -- | -- | -- | -- | -- | -- |
| US 밀라네세     | 0 | 2 | 2 | 2 | 2 | 4 | 4  | 4  | 4  | 6  | 6  | 8  | 8  | 10 | 12 | 12 | 12 | 12 |
| 밀란            | 2 | 3 | 5 | 5 | 7 | 9 | 11 | 11 | 11 | 11 | 12 | 12 | 12 | 14 | 16 | 18 | 20 | 22 |
| 안드레아 도리아 | 0 | 0 | 0 | 2 | 4 | 4 | 4  | 4  | 6  | 8  | 8  | 10 | 12 | 14 | 14 | 16 | 16 | 16 |
| 유벤투스        | 1 | 3 | 3 | 3 | 3 | 3 | 4  | 4  | 4  | 4  | 5  | 5  | 6  | 8  | 8  | 8  | 10 | 10 |
| 인테르          | 2 | 4 | 6 | 6 | 6 | 6 | 6  | 8  | 8  | 8  | 9  | 9  | 9  | 9  | 9  | 9  | 11 | 13 |
| 제노아          | 0 | 0 | 2 | 4 | 4 | 4 | 4  | 6  | 8  | 8  | 10 | 12 | 14 | 14 | 14 | 14 | 16 | 16 |
| 토리노          | 2 | 2 | 2 | 2 | 2 | 2 | 2  | 2  | 4  | 6  | 6  | 6  | 8  | 10 | 12 | 12 | 16 | 18 |
| 프로 베르첼리   | 0 | 1 | 2 | 4 | 6 | 8 | 8  | 10 | 12 | 14 | 16 | 18 | 19 | 21 | 23 | 25 | 27 | 27 |
| 피에몬테        | 1 | 1 | 2 | 2 | 2 | 2 | 3  | 3  | 3  | 3  | 4  | 4  | 4  | 6  | 6  | 8  | 8  | 12 |

| - 범례 : 승리 무승부 패배 | - 각주 : 여러번의 경기 연기로 한 라운드 경기가 동시에 진행되지 않았기에 승점 및 순위가 시간 순이 아닐 수 있다. |

##### 조건별 순위
| 전반기          | 전반기 | 후반기          | 후반기 |
|                 |        |                 |        |
| 밀란            | 15     | 프로 베르첼리   | 15     |
| 프로 베르첼리   | 12     | 안드레아 도리아 | 10     |
| 토리노          | 10     | 제노아          | 10     |
| 인테르          | 8      | 토리노          | 8      |
| 피에몬테        | 8      | US 밀라네세     | 8      |
| 안드레아 도리아 | 6      | 밀란            | 7      |
| 유벤투스        | 5      | 인테르          | 5      |
| 제노아          | 4      | 유벤투스        | 5      |
| US 밀라네세     | 4      | 피에몬테        | 4      |

| 홈              | 홈 | 원정            | 원정 |
|                 |    |                 |      |
| 프로 베르첼리   | 15 | 프로 베르첼리   | 12   |
| 토리노          | 12 | 밀란            | 11   |
| 밀란            | 11 | 인테르          | 8    |
| 안드레아 도리아 | 10 | 안드레아 도리아 | 6    |
| 피에몬테        | 9  | 제노아          | 6    |
| 제노아          | 8  | 토리노          | 6    |
| US 밀라네세     | 8  | 유벤투스        | 5    |
| 인테르          | 5  | US 밀라네세     | 4    |
| 유벤투스        | 5  | 피에몬테        | 3    |

#### 기록
구단 기록
- 최다 승리: 프로 베르첼리 (12)
- 최소 패배: 프로 베르첼리 (1)
- 최다 득점: 밀란, 프로 베르첼리 (44 득점)
- 최소 실점: 프로 베르첼리 (8 실점)
- 최고 득점율: 프로 베르첼리 (5.5)
- 최다 무승부: 유벤투스, 피에몬테 (4)
- 최소 승리: 유벤투스 (3)
- 최다 패배: US 밀라네세 (10)
- 최소 득점: 유벤투스 (16 득점)
- 최다 실점: US 밀라네세 (45 실점)
- 최저 득점율: US 밀라네세 (0.4)

## 에밀리아-베네토 대회
이탈리아어로는 "캄피오나토 에밀리아노-베네토"이다.

### 참가 구단
| 구단        | 도시     | 홈 경기장                      | 지난 시즌                             |
| ----------- | -------- | ------------------------------ | ------------------------------------- |
| 볼로냐      | 볼로냐   | 캄포 체소이아                  | 테르차 카테고리아 에밀리아노 대회 1위 |
| 엘라스      | 베로나   | 스타디오 마르칸토니오 벤테고디 | 첫 참가                               |
| 베네치아    | 베네치아 |                                | 세콘다 카테고리아 베네토 대회 2위     |
| L.R. 비첸차 | 비첸차   |                                | 세콘다 카테고리아 베네토 대회 1위     |

### 최종 순위
| 순위 | 팀              | 경기 | 승 | 무 | 패 | 득 | 실 | 차  | 승점 |
| ---- | --------------- | ---- | -- | -- | -- | -- | -- | --- | ---- |
| 1    | L.R. 비첸차 (A) | 6    | 6  | 0  | 0  | 21 | 3  | +18 | 12   |
| 2    | 엘라스          | 6    | 4  | 0  | 2  | 13 | 12 | +1  | 8    |
| 3    | 볼로냐          | 6    | 2  | 0  | 4  | 11 | 20 | -9  | 4    |
| 4    | 베네치아        | 6    | 0  | 0  | 6  | 2  | 12 | -10 | 0    |

| - 범례 : 결승전 진출 | - 참고 : 승리 시 2점, 무승부 1점, 패배 시 0점 동일 승점은 동일 순위 |

### 경기 결과

#### 클럽 간 결과
| 원정홈      | VEN | BOL | VIC | HEL |
| 베네치아    |     | 2–4 | 0–1 | 0–1 |
| 볼로냐      | 3–0 |     | 0–4 | 2–4 |
| L.R. 비첸차 | 1–0 | 6–1 |     | 7–2 |
| 엘라스      | 2–0 | 4–1 | 0–2 |     |

출처: Lega Serie A
색상: 파랑 = 홈팀 승; 노랑 = 무승부; 빨강 = 원정 팀 승.
아직 치러지지 않은 경기 중 a표시는 그에 대한 문서가 있다는 것을 표시함.

#### 일정
| 홈 (1라운드) | 홈 (1라운드) | 대진 1          | 원정 (4라운드) | 원정 (4라운드) |
|              |              |                 |                |                |
| 3월 12일     | 2-4          | 볼로냐-엘라스   | 1-4            | 2월 19일       |
| 1월 29일     | 0-1          | 베네치아-비첸차 | 0-1            | 2월 19일       |

| 홈 (2라운드) | 홈 (2라운드) | 대진 2          | 원정 (5라운드) | 원정 (5라운드) |
|              |              |                 |                |                |
| 2월 5일      | 0-2          | 엘라스-비첸차   | 2-7            | 2월 26일       |
| 2월 5일      | 2-4          | 베네치아-볼로냐 | 0-3            | 2월 26일       |

| 홈 (3라운드) | 홈 (3라운드) | 대진 3          | 원정 (6라운드) | 원정 (6라운드) |
|              |              |                 |                |                |
| 2월 12일     | 0-1          | 베네치아-엘라스 | 0-2            | 3월 5일        |
| 2월 12일     | 6-1          | 비첸차-볼로냐   | 4-0            | 3월 5일        |

| 홈 (1라운드) | 홈 (1라운드) | 대진 1          | 원정 (4라운드) | 원정 (4라운드) |
|              |              |                 |                |                |
| 3월 12일     | 2-4          | 볼로냐-엘라스   | 1-4            | 2월 19일       |
| 1월 29일     | 0-1          | 베네치아-비첸차 | 0-1            | 2월 19일       |

| 홈 (2라운드) | 홈 (2라운드) | 대진 2          | 원정 (5라운드) | 원정 (5라운드) |
|              |              |                 |                |                |
| 2월 5일      | 0-2          | 엘라스-비첸차   | 2-7            | 2월 26일       |
| 2월 5일      | 2-4          | 베네치아-볼로냐 | 0-3            | 2월 26일       |

| 홈 (3라운드) | 홈 (3라운드) | 대진 3          | 원정 (6라운드) | 원정 (6라운드) |
|              |              |                 |                |                |
| 2월 12일     | 0-1          | 베네치아-엘라스 | 0-2            | 3월 5일        |
| 2월 12일     | 6-1          | 비첸차-볼로냐   | 4-0            | 3월 5일        |

## 결승전
| 프로 베르첼리                  | 3 – 0 | L.R. 비첸차 |
| ------------------------------ | ----- | ----------- |
| 밀라노 II 4′ · 람피니 23′, 60′ |       |             |

| L.R. 비첸차  | 1 – 2 | 프로 베르첼리          |
| ------------ | ----- | ---------------------- |
| 치스카토 15′ |       | 30′ 페라로 · ?′ 피아코 |